# Arquitectura neoclásica en Escandinavia

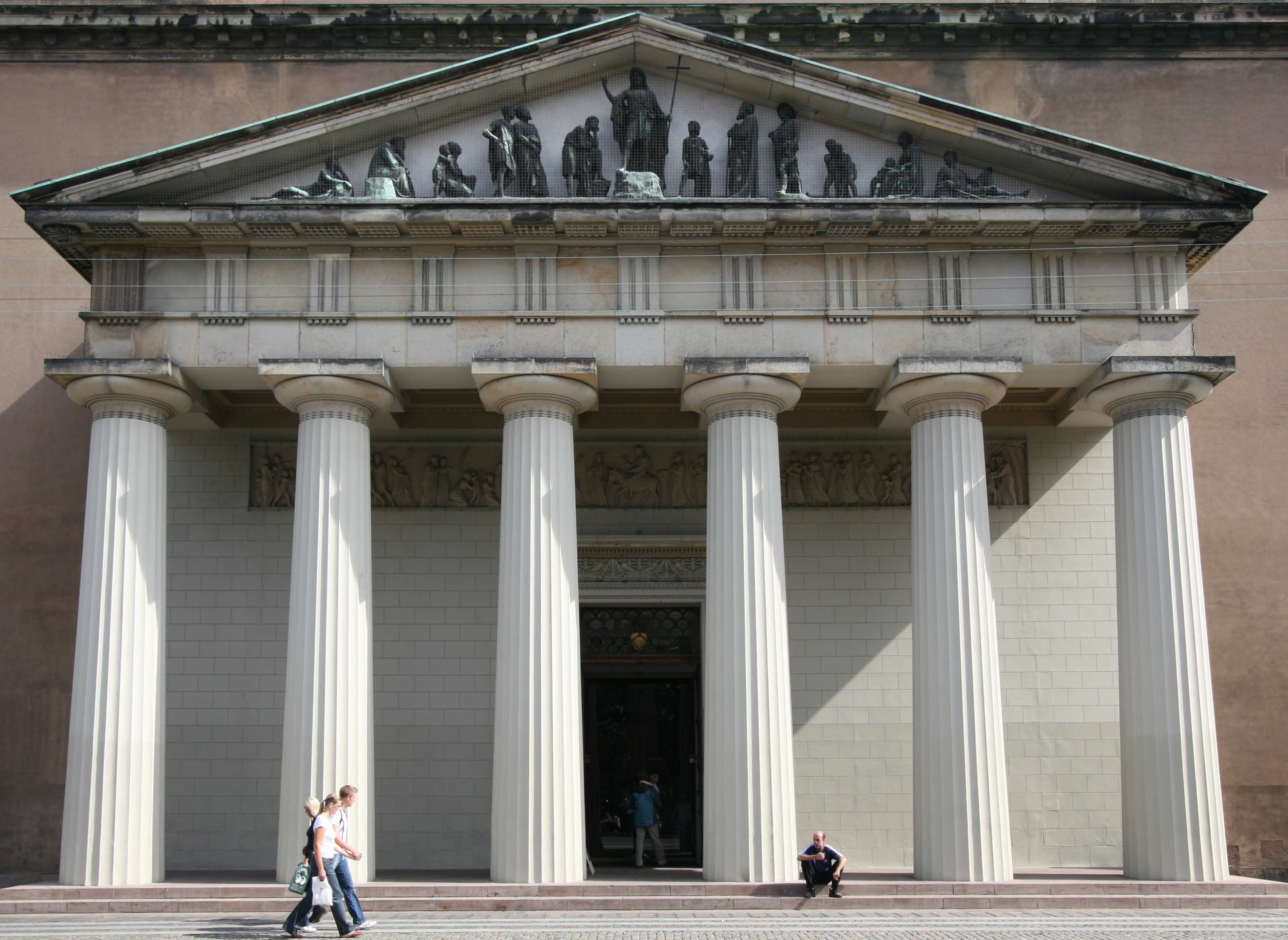
Catedral de Nuestra Señora de Copenhague, de Christian Frederik Hansen (1817-1829).

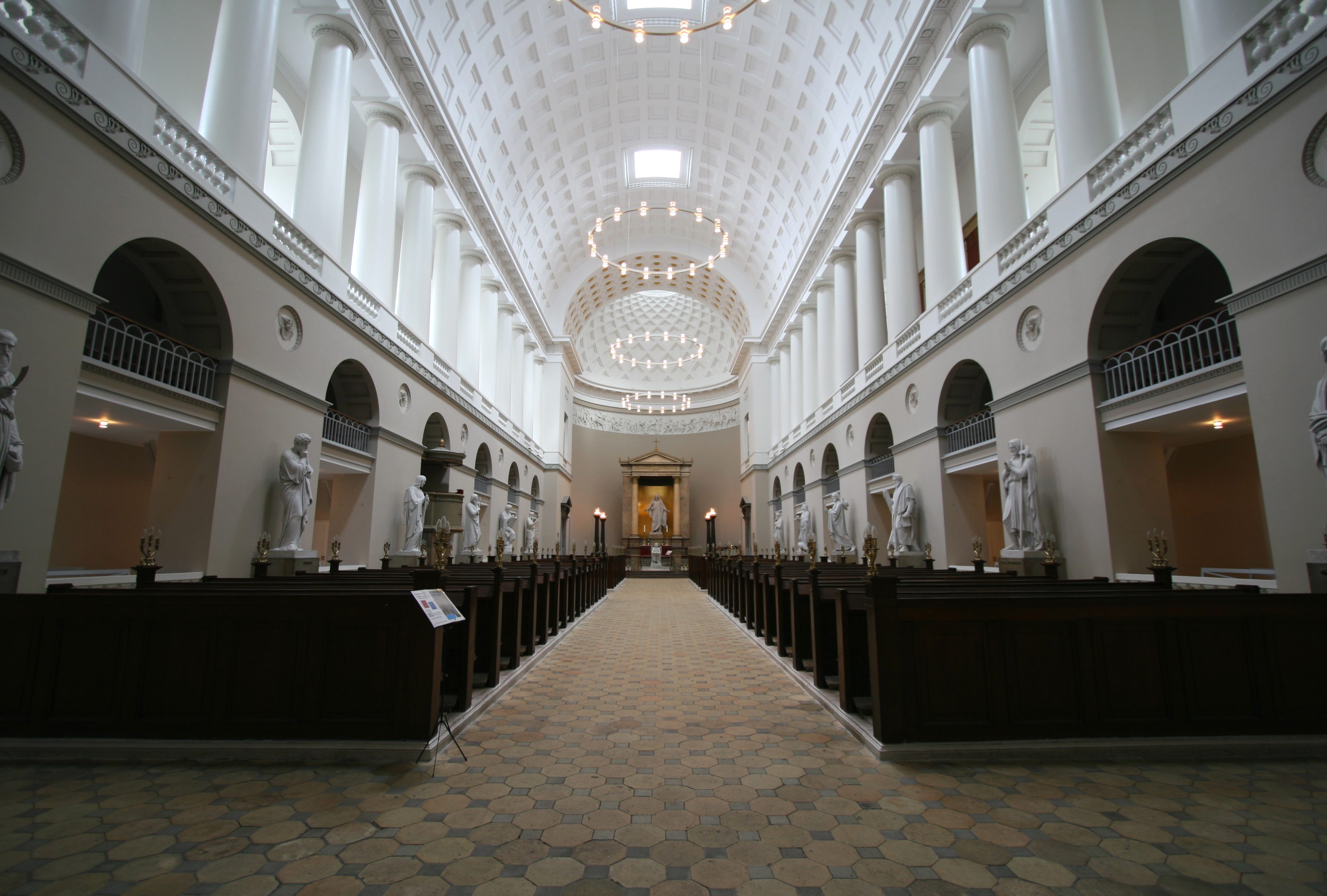
Interior de la catedral de Nuestra Señora de Copenhague, con el interior decorado con estatuas de Jesucristo y los Apóstoles de Bertel Thorvaldsen (1770-1844), uno de los mejores escultores de la época.

La arquitectura neoclásica en Escandinavia apareció alrededor de la segunda mitad del siglo XVIII y continuó allí en el siglo XIX, hasta ser sustituida por los estilos neogótico y neorrenacentista a partir de los años 1850. Reúne toda la producción arquitectónica neoclásica en las actuales Dinamarca, Noruega, Suecia y Finlandia. Dinamarca y Noruega fueron un solo reino hasta 1814 (Reino de Dinamarca y Noruega, 1536-1814), cuando Noruega se unió a Suecia (Reinos Unidos de Suecia y Noruega, 1814-1905), mientras que Finlandia fue anexionada primero a Suecia y luego volvió al Imperio ruso en 1809 (Gran Ducado de Finlandia, 1809-1917). 
El neoclasicismo se extendió en Escandinavia bajo la influencia de Francia, las academias de arquitectura se sensibilizaron en efecto de las concepciones francesas, que incluían en particular el neoclasicismo del estilo Luis XVI (que aparecido en realidad desde el final del reinado de Luis XV, después del estilo rocaille) y una arquitectura más severa desarrollada por Ledoux ou par Boullée). También les influyó las obras neoclásicas de origen alemán.
En Dinamarca el neoclasicismo apareció ya en la década de los años 1760. De hecho, el comedor diseñado por Nicolas-Henri Jardin en el palacio de Amalienborg (1755-1757) se recuerda como «la estancia más antigua todavía existente decorada en estilo neoclásico por un arquitecto francés». Discípulo de Jardin fue Caspar Frederik Harsdorff, que, por ejemplo, trabajó en la catedral de Roskilde, donde pintó la capilla de Amalienborg (1755-1757), capilla funeraria de Federico IV. Más tarde, con la aparición del estilo neogriego, la figura más interesante fue Christian Frederik Hansen (1756-1845), que llevó a cabo el diseño de la catedral de Copenhague, con la gran bóveda de cañón sostenida por columnatas dóricas que recuerda al proyecto del interior de una biblioteca de Boullée.
A comienzos del siglo XIX se realiza la planificación de Helsinki, entonces perteneciente al Gran Ducado de Rusia desde 1809. Los principales edificios públicos de la ciudad se deben a Carl Ludvig Engel , que se había comprometido con la plaza del Senado, dominada por la clasizante catedral, por el palacio del Senado (1818-1822) y por la Universidad. El proyecto inicial de la catedral data de 1818, pero las obras, que se iniciaron en 1830, no se completaron hasta 1851. La planta es rigurosamente central, compuesta por una cruz griega con cuatro pórticos exteriores: en el centro de la composición se levanta una imponente cúpula, flanqueada por cuatro cúpulas más pequeñas añadidas más tarde. En lugar de ello, en la Universidad Engel construyó una biblioteca con salas de lectura columnadas, conectadas con imponentes escalinatas dóricas, que presentan similitudes con las del Palacio del Senado: en el primer caso, dos filas de columnas soportan los niveles de llegada de las rampas, mientras que en el segundo, sobre las columnas dóricas descansan la bóveda de crucería de la cobertura.

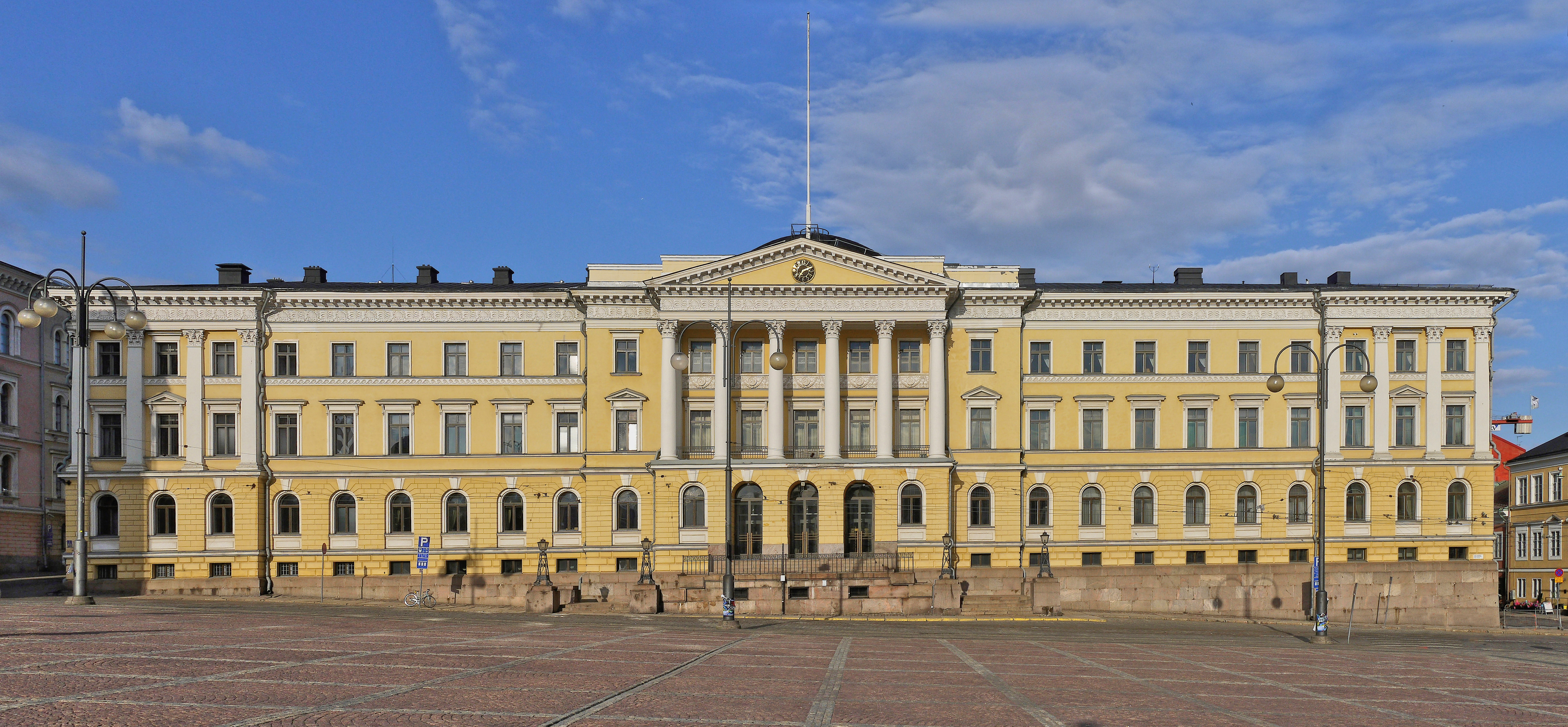
Edificio del Senado de Finlandia (1818-1822) en Helsinki, construido según diseño de Carl Ludvig Engel
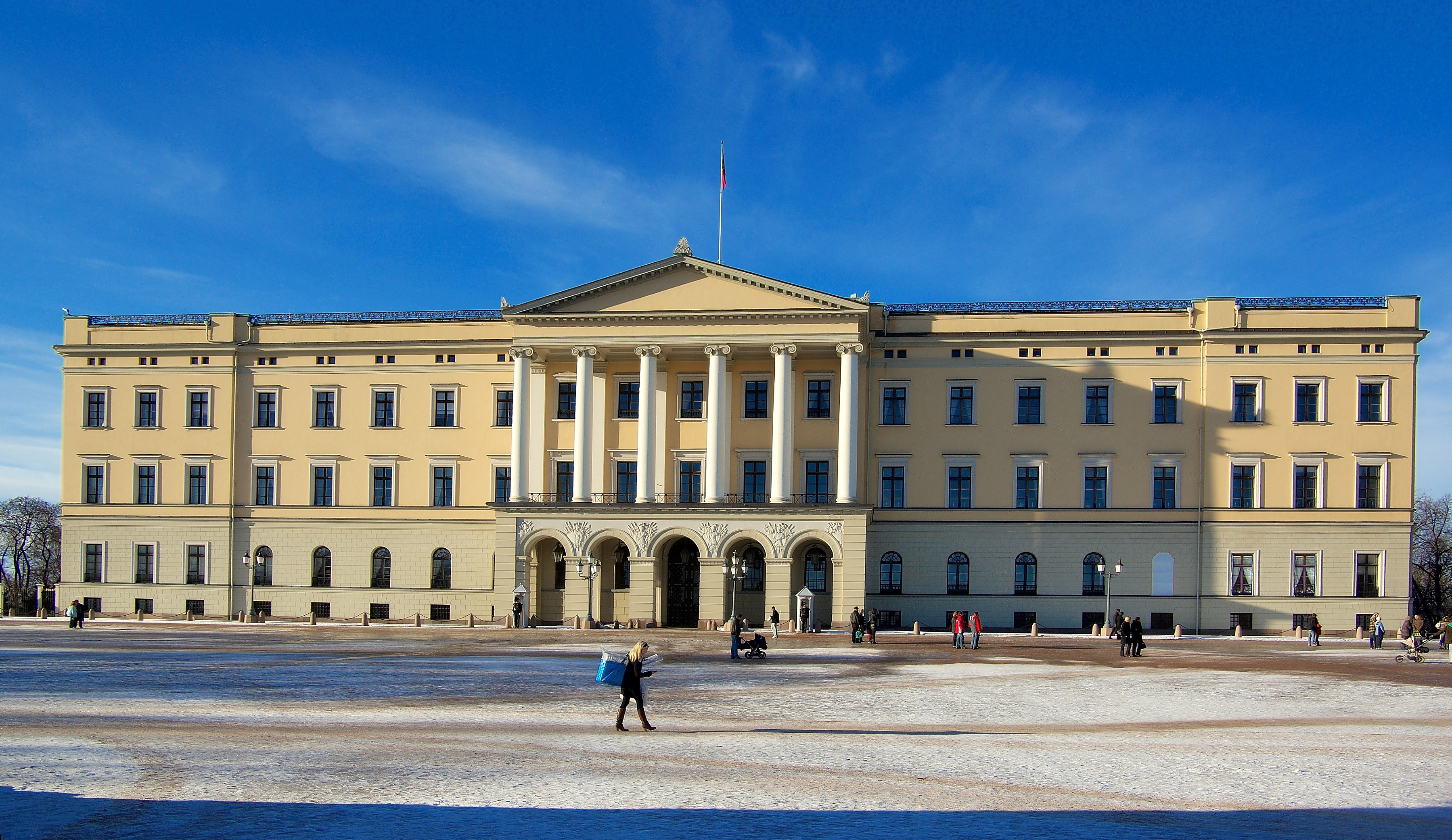
Palacio Real de Oslo, construido en 1823-1848 por Hans Linstow
Catedral luterana de Helsinki (1830-1852) construida según los diseños de Carl Ludwig Engel

## Dinamarca

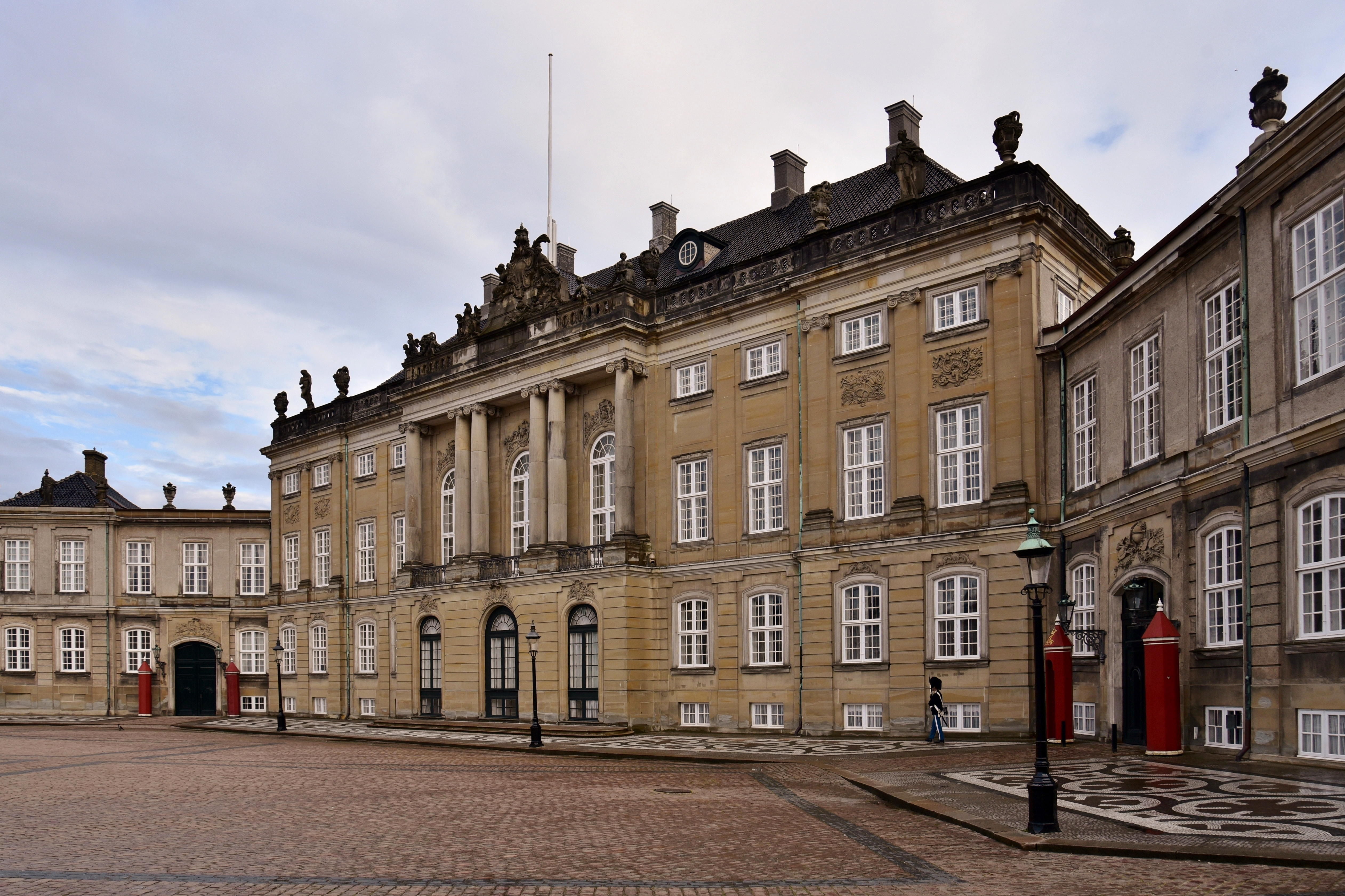
El Palacio Christian IX en el castillo de Amalienborg, construido en 1754 en Copenhague.

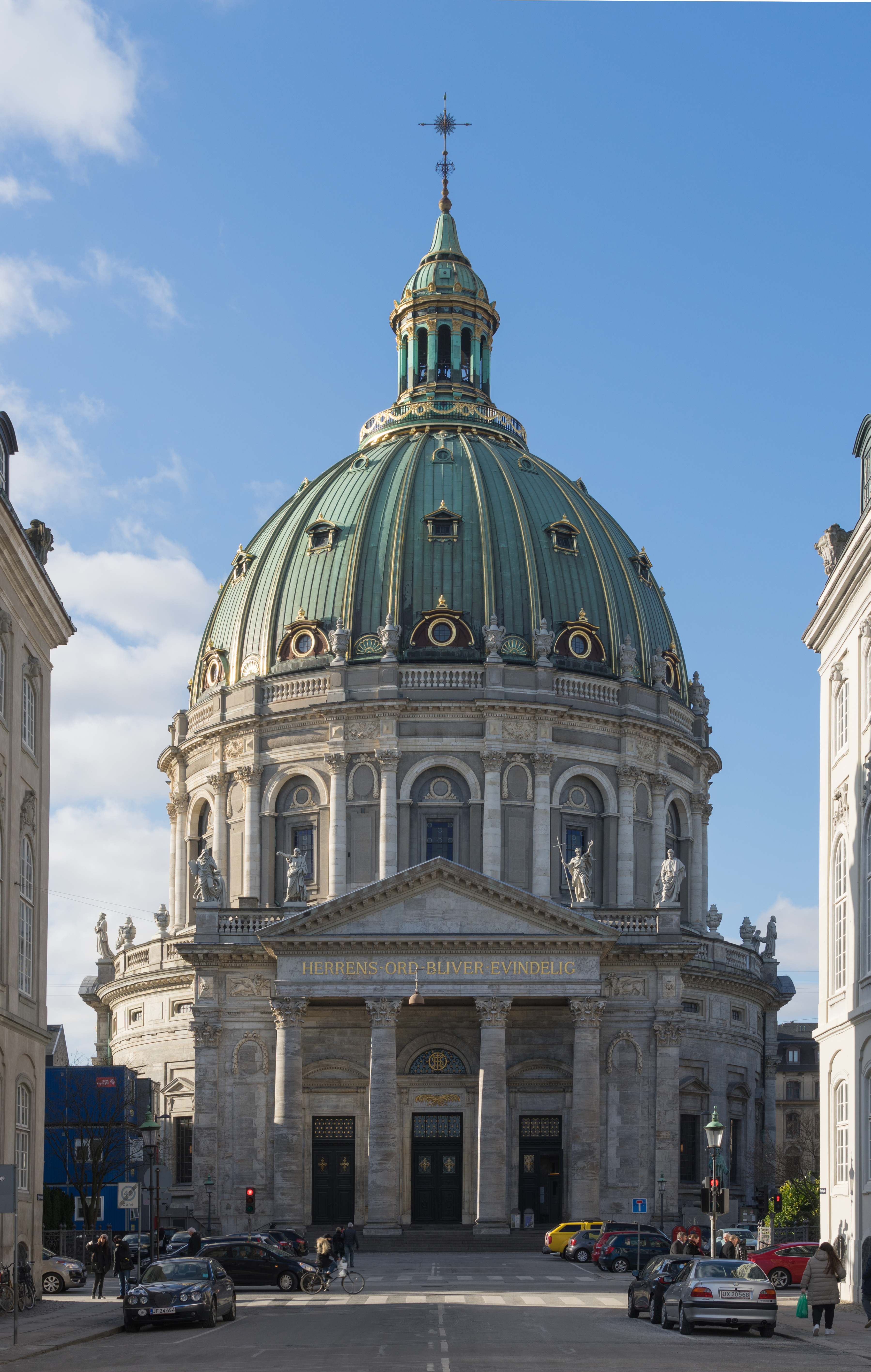
La iglesia Real de Federico V en Copenhague.

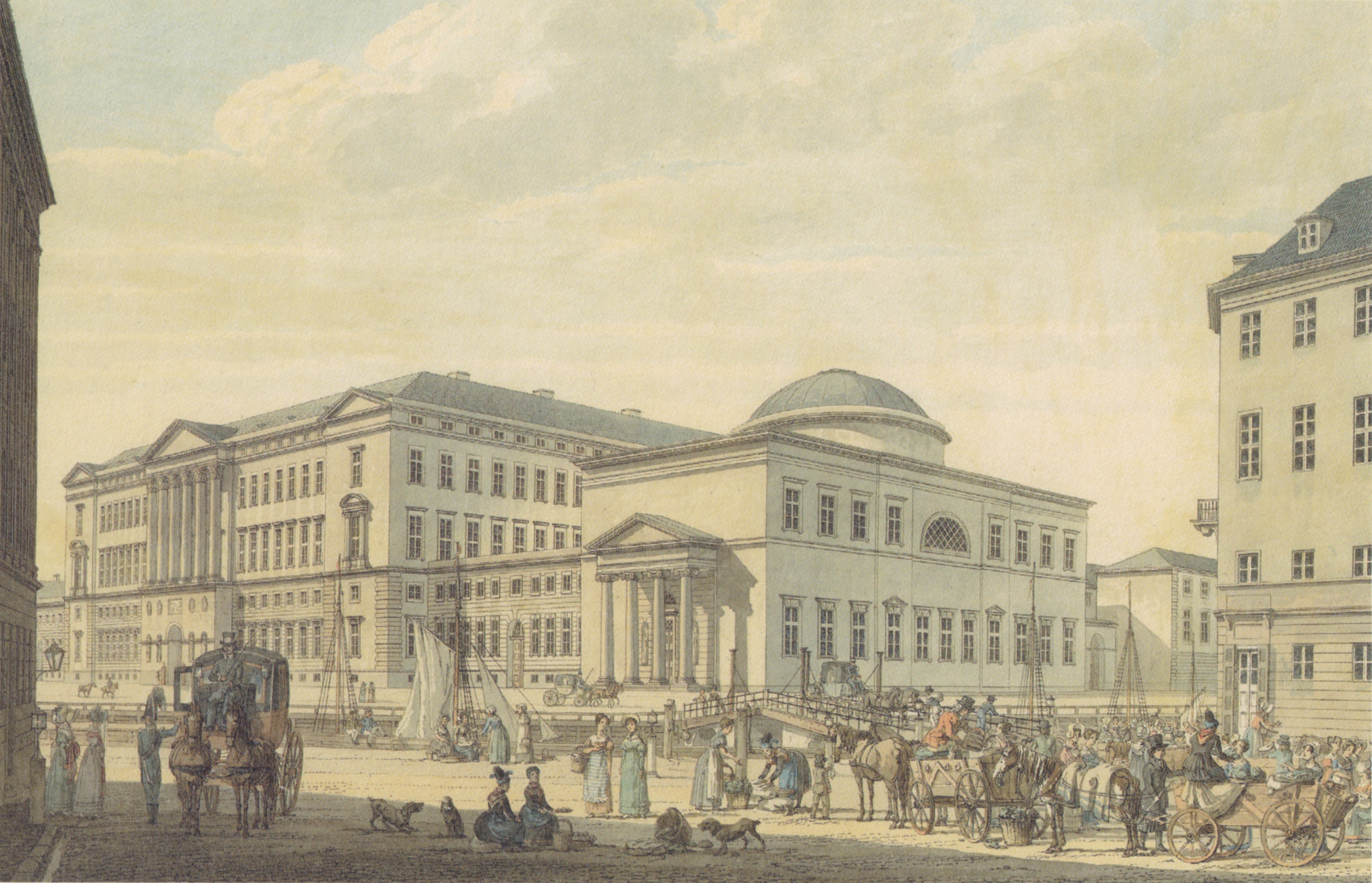
El segundo castillo de Christianborg, construido en 1828 en Copenhague por Christian Frederik Hansen y destruido en 1884 por un incendio.

En el siglo XVIII, la influencia francesa predominaba en Dinamarca, y los arquitectos franceses eran llamados por la corona danesa para sus proyectos arquitectónicos o paisajísticos. Así, Nicolas-Henri Jardin  fue llamado en 1755 para construir la iglesia real de Federico V en Copenhague, que no se completó hasta el siglo XIX. Se trata de una rotonda de planta inscrita en una planta central en cruz griega, inspirándose el arquitecto, en particular, en el antiguo modelo del Panteón, pero también en la basílica de San Pedro del Vaticano, en particular para la realización de la cúpula. La iglesia real de Copenhague, construida en un nuevo barrio cuya escenografía urbana debía resaltar, es contemporánea del Panteón de París, diseñado por Soufflot (entonces iglesia de Santa Genoveva).
A partir de 1760, sin embargo, fueron los arquitectos locales, formados durante sus viajes de estudios (especialmente en Italia), quienes sustituyeron a sus maestros extranjeros. Así, Caspar Frederik Harsdorff (1735-1799) destacó por una concepción de la arquitectura que combinaba nobleza y sencillez de formas. Este último, alumno del arquitecto Nicolas-Henri Jardin, había viajado a Francia e Italia de 1757 a 1764, lo que le permitió recibir interesantes ofertas a su regreso a Dinamarca. Harsdorff se inspirará en Ange-Jacques Gabriel en sus creaciones, entre las que destacan la columnata de Amalienborg, el pabellón de Hércules en el Parque Real o el Palacio Peschier en el borde del canal Holmens. El principal sucesor de Harsdorff fue el arquitecto Peter Meyn (1749-1808), quien construyó la Academia de Cirugía y la puerta del Parque Real. Meyn fue más flexible que Harsdorff y no dudó en utilizar líneas curvas o recurrir a una amplia variedad de adornos, sin dejar de ser sobrio. Su arquitectura lo acerca al estilo Luis XVI, asociado a reminiscencias del Renacimiento italiano. La arquitectura danesa siguió plenamente la tendencia neoclásica de la década de 1770, sustituyendo al estilo rococó. Sin embargo, el neoclasicismo se manifestó especialmente temprano en Dinamarca, como el castillo de Amalienborg, construido en Copenhague por Nils Eigtved entre 1750 y 1754. Este último, alumno del arquitecto Pöppelmann en Dresde, se inspira en la fórmula del clasicismo francés desarrollada bajo el reinado de Luis XIV: disponiendo un cuerpo central dominante, con una base con almohadillado simplemente resaltados por refends y cuyo planta noble está ritmada por columnas geminadas. El cuerpo central está flanqueado por alas laterales, cuyas dos últimas crujías están realzadas por un saliente así como por pilastras en la planta noble. La monarquía danesa favoreció el surgimiento y desarrollo de una arquitectura orientada hacia las grandes tendencias europeas en el siglo XVIII mediante una política de mecenazgo y de grandes encargos públicos: Gustav Friedrich Hetsch (1788-1864) y Jørgen Hansen Koch (1787-1860) son sus más representantes eminentes.· El segundo castillo de Christiansborg, reconstruido tras el incendio de 1794, se encuentra entre las mayores obras neoclásicas jamás erigidas en Dinamarca. Construido en 1828 según los diseños del arquitecto Christian Frederik Hansen, se utilizó como lugar de recepción mientras la familia real se alojaba en el Palacio de Amalienborg, donde todavía reside hoy. Sin embargo, el castillo acogió al rey Federico VII de Dinamarca y pasó a formar parte del parlamento cuando Dinamarca se democratizó en 1849. El castillo neoclásico desapareció en un incendio en 1884 y fue sustituido por el actual palacio neobarroco. Del segundo castillo de Christianborg sólo subsiste la capilla, también de estilo neoclásico.

## Suecia

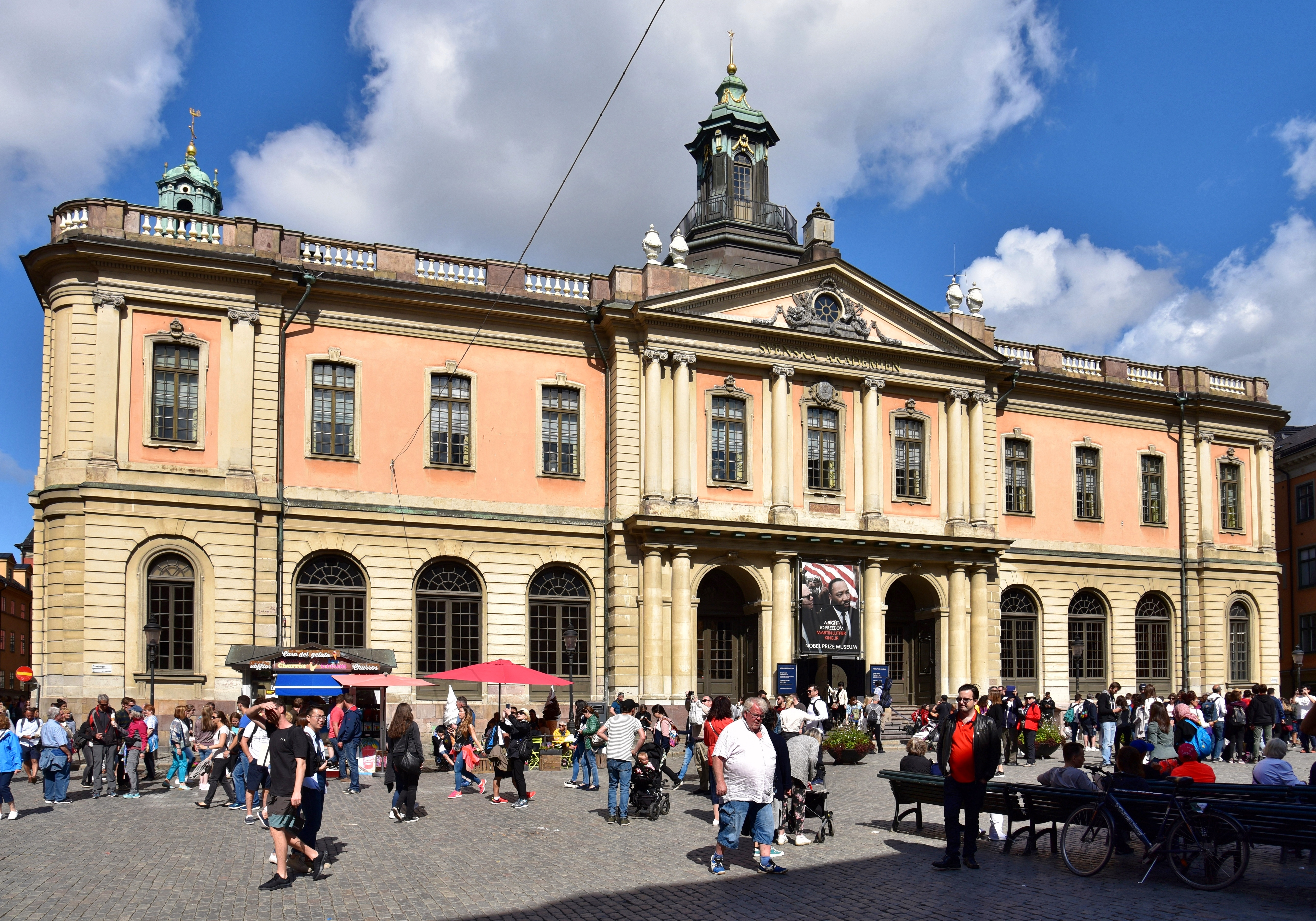
La Bolsa de Estocolmo, construida en 1773 por Erik Palmstedt, todavía marcada por el estilo rocaille en la composición general, pero con una clara tendencia al neoclasicismo.

Durante la segunda parte del siglo XVIII, y especialmente después del golpe de Estado de Gustavo III (r. 1771-1792), se tomó una nueva dirección empleando los elementos clásicos anteriores. En 1773 se fundó la escuela de construcción de la Academia de las Artes y poco después se creó la Oficina de Supervisión de la Industria de la Construcción. Ambos elevaron el nivel de la calidad arquitectónica, pero a expensas de las tradiciones arquitectónicas locales, siendo en Suecia donde el neoclasicismo estuvo más impregnado del carácter de arquitectura nacional.
Su primera forma, llamada estilo gustaviano en honor al rey Gustavo III, deriva directamente del estilo Luis XVI. Así, en el teatro del palacio de Gripsholm, construido por Erik Palmstedt en 1781, retoma las disposiciones interiores del teatro francés, estando las gradas en semicírculo rodeadas de columnas jónicas, mientras que la decoración, escasamente dorada, retoma un vocabulario clásico que da muestras de cierta preciosidad. Erik Palmstedt se había distinguido anteriormente por el edificio de la Bolsa de Estocolmo que realizó en 1773, así como por el edificio de las Aduanas, construido en 1780. También destaca la gran escuela de Härnösand.
Gustavo III, que tuvo mucha influencia sobre sus arquitectos, abandonó sin embargo el gusto francés tras haber realizado un viaje a Italia (visitando Roma y el golfo de Nápoles), donde desarrolló una pasión por la arquitectura antigua original, que quería importar a Suecia sin ningún otro intermediario. Así hizo construir en 1786 el auditorio del teatro de Gripsholm en un estilo que recuerda al que había admirado en Herculano. Para la construcción del jardín botánico de Uppsala, recurrió a un francés, Louis-Jean Desprez, que revisó los planos originales debidos a Olof Tempelmann para incluir un pórtico claramente inspirado en los templos de Paestum.

## Noruega
La arquitectura neoclásica no se desarrolló realmente en Noruega hasta después de la anexión del país a Suecia en 1814 (Reinos Unidos de Suecia y Noruega, 1814-1905), lo que le garantizó mucha más autonomía. Christiania, ascendida al estado de ciudad capital en 1814, no tenía prácticamente ninguna construcción adecuada para las nuevas instituciones gubernamentales. Se inició un ambicioso programa de construcción, pero se llevó a cabo lentamente debido a una economía ajustada. La primera empresa importante fue el palacio Real de Oslo (1823-1848) que Karl Johan, rey de Noruega y de Suecia (r. 1818-1844), hizo construir en estilo neoclásico, diseñado por Hans Linstow. Este palacio constituye un conjunto arquitectónico compuesto por un edificio central flanqueado por dos alas laterales según planta en forma de U. Los planos originales de Linstow eran mucho más audaces, pero no se correspondían con la escala de Noruega, un país entonces poco desarrollado. La planta baja del cuerpo central está perforada por arcadas de medio punto, mientras que las plantas superiores quedan enmascaradas por un imponente pórtico (con columnas de un orden jónico colosal) rematado por un majestuoso frontón. Linstow se inspirará en los dibujos de Schinkel para crear la decoración interior, de inspiración pompeyana. El palacio formaba parte de un conjunto urbano más amplio, diseñado por el mismo arquitecto, que creó un gran bulevar, la calle Karl Johans, que conduce a la catedral, mientras que el palacio destaca gracias a una gran plaza monumental, que distribuye varios recorridos, incluido el bulevar principal. También les influyó las obras neoclásicas de origen alemán.  La plaza monumental estaría rodeada por edificios para la universidad, el Parlamento (Storting) y otras instituciones. Pero solo los edificios para la universidad se realizaron conforme a sus planes.
Al comienzo del siglo XIX, había apenas unos pocos arquitectos enseñados académicamente activos en Noruega, de los que gran parte eran oficiales militares que habían estudiado ingeniería civil. El mercado para los arquitectos era limitado en un país escasamente habitado, sin una capital, sin una corte ni instituciones gubernamentales importantes. La arquitectura interesaba únicamente a un grupo limitado de mercaderes y terratenientes adinerados. Sin embargo, ya hacia el final del siglo anterior, ese grupo experimentó un importante incremento en su prosperidad, y unos pocos obtuvieron grandes fortunas, que buscaron rodearse de edificios y jardines adecuados a su posición social. Bien conectados internacionalmente, estaban familiarizados con las últimas modas en arquitectura y los edificios neoclásicos eran muy demandados.
El arquitecto Carl Frederik Stanley (1769-1805), educado en Copenhague, pasó algunos años en Noruega cerca del cambio al siglo XIX. Hizo algunas obras menores para patrones adinerados en y alrededor de Oslo, pero su mayor logro fue la renovación del único lugar de educación superior en Christiania (ahora Oslo), la Katedralskole en Oslo, completada en 1800. Agregó un pórtico clásico al frente de una edificación vieja, y un auditorio semicircular que fue confiscado por el Parlamento en 1814 como un área temporal para reunirse, ahora preservado en el Norsk Flokemuseum como un monumento nacional.
Christian Collett (1771-1833), un noruego graduado de la Academia de Minería en Kongsberg,  ingeniero, arquitecto e inspector real de edificios, diseñó la espléndida mansión de Ulefoss, construida entre 1802 y 1807 para Niels Aall, propietario de aserraderos. Esa fue una de las pocas casas de ladrillo en Noruega, con una disposición paladiana, una cúpula central, y una columnata clásica. Collett diseñó también otras mansiones y casas de campo. 
En este mismo periodo se erigieron varias espléndidas casas neoclásicas dentro y cerca de los poblados en la costa, notablemente en Halden, Oslo, Drammen, Arendal, Bergem y Trondheim, principalmente construcciones de madera revestidas como si fuesen de piedra. La casa privada más grande en Noruega, por mucho, era la mansión Jarlsberg, renovada de 1812 a 1814 por el arquitecto danés Løser para el conde Herman Wedel-Jarlsberg (1779-1840).
Christian Heinrich Grosch (1801-1865), uno de los primeros arquitectos formados completamente en Noruega, diseñó la construcción para la Bolsa de valores de Oslo (1826-1828), la sucursal local del Banco de Noruega (1828), el teatro Christiania (1836-1837), y el primer campus de la Universidad de Oslo (1841-1856). Para los edificios de la Universidad, pidió ayuda del reconocido arquitecto alemán Karl Friedrich Schinkel.
La influencia alemana en la arquitectura persistió en Noruega, y muchas de las construcciones de madera siguieron los principios del neoclasicismo.
- Bolsa de Oslo (1826-1828), de Christian Heinrich Grosch
- Sucursal local del Banco de Noruega (1828), ahora Museo de Arte Contemporáneo, de C. H. Grosch
- Teatro Christiania  (1836-1837), de C. H. Grosch, ya demolido (foto de 1899)
- Edificio de la Universidad de Oslo (1841-1856), de C. H. Grosch

## Finlandia

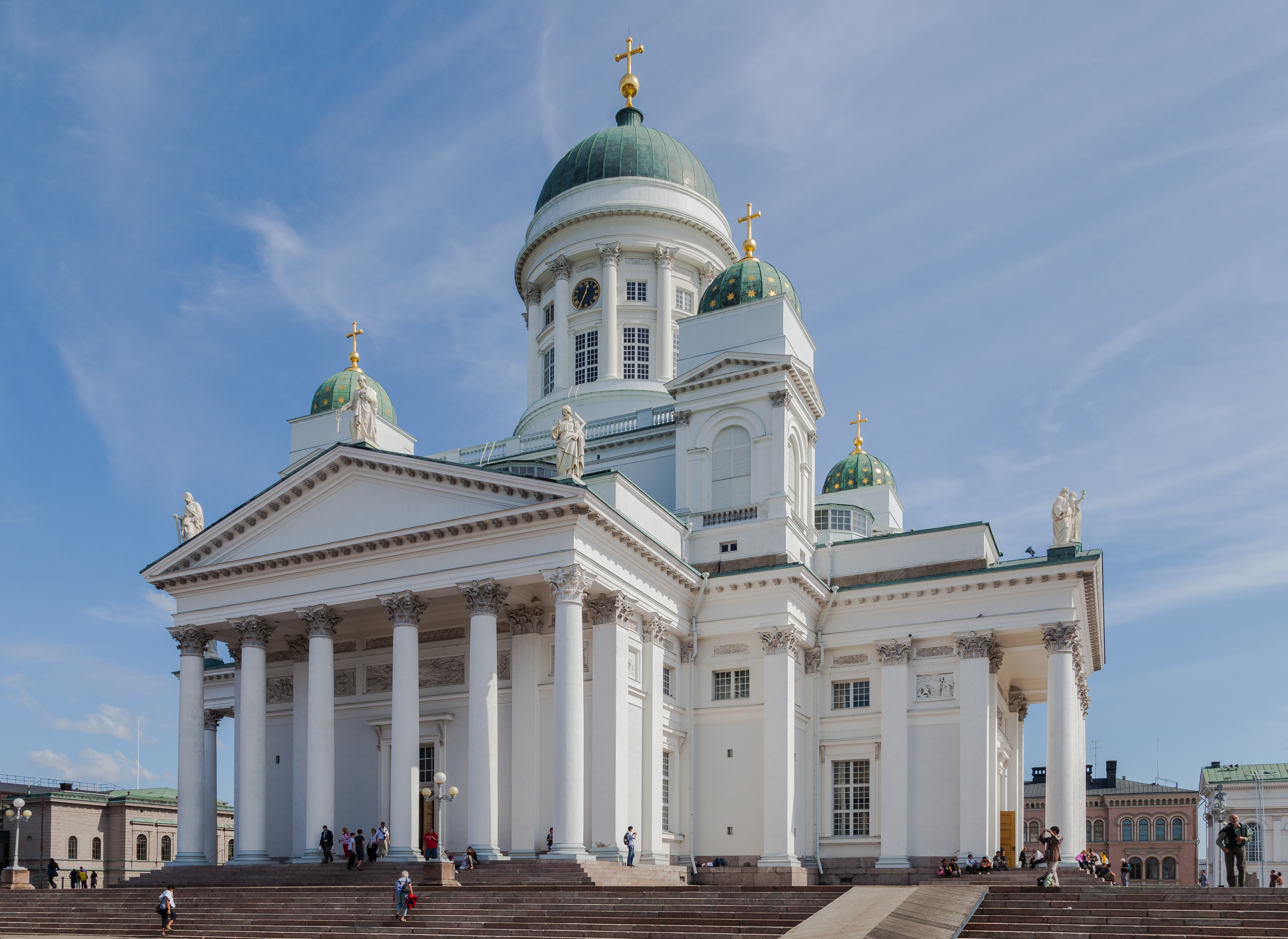
La catedral luterana de Helsinki (1830-1852) construida según los diseños de Carl Ludwig Engel.

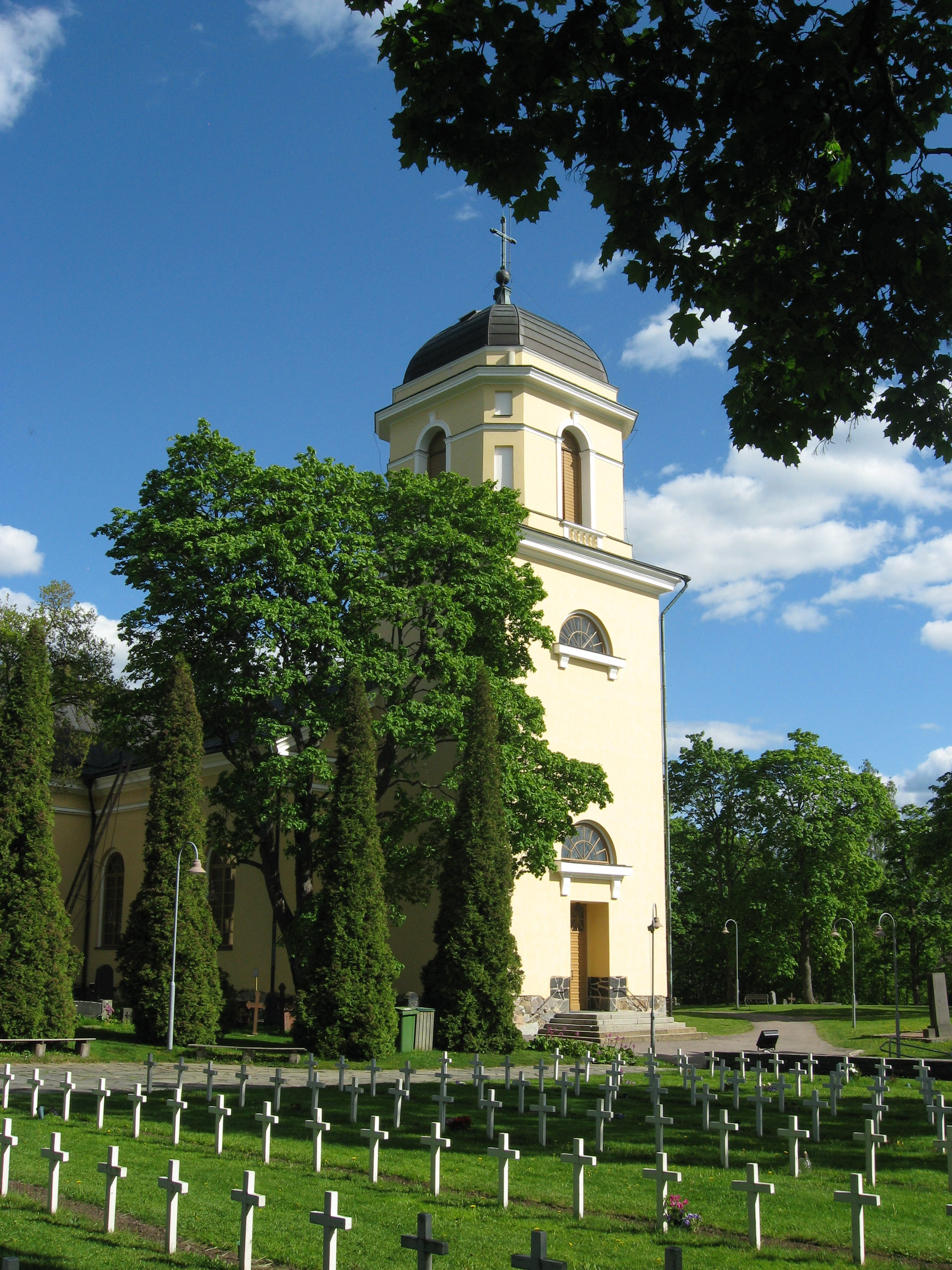
La iglesia de Vihti, construida en 1822 por 1822 par Carlo Bassi.

La arquitectura neoclásica llegó tarde a Finlandia, su representante local más eminente fue Albert Ehrenstrom, pero fue un arquitecto alemán, Carl Ludvig Engel, quien realizó los edificios más importantes. Engel había sido alumno de Schinkel y llegó a Finlandia en 1809, cuando el país acababa de ser cedido por Suecia al Imperio ruso. Engel recibió el encargo en 1818 de diseñar el edificio que alberga el Senado de Helsinki. Engel decidió reunir cuatro alas distintas de cuatro pisos unidas por un patio central. La base es de piedra tallada, mientras que la planta baja y el entresuelo del cuerpo central están atravesados por tres arcadas sobre las que el arquitecto dispuso un majestuoso pórtico rematado por un frontón monumental. Este cuerpo central se destaca por dos crujias laterales que forman un saliente con respecto a las alas sobriamente tratadas. En estas últimas, dos pabellones laterales se distinguen por un pequeño saliente y por la presencia de pilastras en las dos primeras plantas. Engel también diseñó la catedral luterana de Helsinki (1830-1852) (antigua iglesia de San Nicolás hasta la independencia), iniciada en 1826 y elevada al rango de catedral en 1956. El edificio se eleva sobre una planta de cruz griega, cuyos cuatro brazos forman cuatro pórticos distintos, como si dos templos se hubieran entrecruzado. El crucero está rematado por una zócalo cuadrado flanqueada por torretas en los ángulos y coronada por un monoptero rematado en cúpula, al igual que las torretas de las esquinas. Engel permaneció activo hasta la década de 1840, momento a partir del cual fueron los arquitectos finlandeses quienes respondieron a los encargos nacionales. La planta central cruciforme es muy característica de la arquitectura religiosa finlandesa: la iglesia de Vihti, construida en 1822 por el arquitecto de origen italiano Carlo Bassi, es un ejemplo perfecto de ello. Carlo Bassi (1772-1840) creció en Suecia y viajó a Finlandia en 1800, donde se instaló en Turku. A partir de 1818 reconstruyó la antigua iglesia de Vihti destruida por un rayo, que fue alcanzada de nuevo en 1848, parcialmente reconstruida en estilo neogótico antes de ser restaurada a su estado original en 1929.